# Vrgorac
Vrgorac város és község Horvátországban, Split-Dalmácia megyében.

## Fekvése
Makarskától légvonalban 30, közúton 38 km-re délkeletre, Közép-Dalmáciában, az 1063 méter magas Matokit-hegy lábánál, a Rastok-, a Jezero- és a Bunina-mezőktől körülvéve, Vrgorac középkori vára alatt fekszik. A hegyen álló várat egykor Vrhgoracnak nevezték és magas fekvéséről kapta a nevét. Jelentősége abban állt, hogy fontos útvonalak kereszteződésében feküdt, melyek a tengermelléket a belső területekkel kötik össze.

## A község települései
Közigazgatásilag Vrgorac városán kívül Banja, Dragljane, Draževitići, Duge Njive, Dusina, Kljenak, Kokorići, Kotezi, Kozica, Mijaca, Orah, Podprolog, Poljica Kozička, Prapatnice, Rašćane, Ravča, Stilja, Umčani, Veliki Prolog, Vina, Višnjica, Vlaka és Zavojane települések tartoznak hozzá.

## Története
Vrgorac község története a régmúltban gyökerezik. Területe a régészeti leletek tanúsága szerint már az ókorban is lakott volt. A térség első ismert népe az illírek egyik törzse a dalmátok voltak, akik a magaslatokon épített, jól védhető erődített településeikben laktak. Jelenlétüket számos várrom, halomsír és a különféle leletek, szerszámok, fegyverek, pénzek, ékszerek és településmaradványok igazolják. Két Banján talált bronzkori fibulát és karkötőt a spliti régészeti múzeumban őriznek. A rómaiak hosszú ideig tartó harcok után csak az 1. században hódították meg ezt a vidéket. Az illírek elleni 9-ben aratott végső győzelem után békésebb idők következtek, de római városiasodás csak érintőleges hatással volt erre a térségre. A legközelebbi város Narona volt, melynek vonzáskörzetébe ez a terület is beletartozott. A ritka szakrális római leletek egyike a Jupiternek szentelt áldozati oltár, melyet a 18. században Martiničeva kula toronyvárának falában találtak befalazva és ma a plébánia gyűjteményében található. A horvát törzsek a 7. század végén és a 8. század elején telepedtek le erre a területre, melynek itt maradt lakosságát magukba olvasztották. Vrgorac középkori várát már 950 körül említi Bíborbanszületett Konstantin bizánci császár a birodalom kormányzásáról írt művében mint neretvánok kenézségének Paganiának a részét képező rastokai zsupánság székhelyét.
Írott dokumentumban 1444-ben „Vergolaz” alakban Stjepan Kosača herceg oklevelében említik először, mint a Radivojević-Jurjević család uralma alatt álló Gorska Župa egyik fontos települését. A középkor számos emléke maradt fenn a község területén erődítmények, szakrális és lakóépületek formájában. A község néhány temetőjében 14. és 15. századi sírkövek is találhatók. A régi metszetek szerint egykor magát Vrgoracot is pártázatos, lőréses, négyszögletes tornyokkal megerősített erődfalak vették körül. A horvát méltóságok kezén Vrgorac középkori várának is jelentős védelmi szerepe volt. A török a 15. század második felében, 1477 körül szállta meg ezt a vidéket, mely 1690-ben szabadult fel végleg a több mint kétszáz éves uralma alól. A korabeli ábrázolások szerint a török uralom idején dzsámi és minaret is állt a településen. A hívek lelki szolgálatát a zaostrogi kolostor ferences szerzetesei látták el. 1694-ben a dzsámit katolikus templommá építették át, majd ennek a helyén épült fel 1913-ban az Angyali Üdvözlet templom. Még ma is hét toronyvár maradványa található a város területén, melyeket részben beépítettek a régi  lakóházakba.
A török uralom után a város a Velencei Köztársaság része lett. A török uralom végével a környező településekkel együtt újra benépesült. Az új betelepülők három ferences szerzetes vezetésével főként a szomszédos Hercegovinából érkeztek. A szerzeteseket a velencei hatóságok jóváhagyásával Cukarinović bég tornyában szállásolták el. A lakosság főként földműveléssel és állattartással foglalkozott, de a határhoz közeli fekvésénél fogva eleinte még gyakran kellett részt vennie a velencei-török összecsapásokban. A velencei uralomnak 1797-ben vége szakadt és osztrák csapatok vonultak be Dalmáciába. 1806-ban az osztrákokat legyőző franciák uralma alá került, de Napóleon lipcsei veresége után 1813-ban újra az osztrákoké lett. A francia uralom idején építették meg a Sinj és Metković felé vezető utakat. 1878-ban megépült a Kozicáról Makarskára vezető út is. 1857-ben 656, 1910-ben 1188 lakosa volt. 1918-ban az új szerb-horvát-szlovén állam, majd később Jugoszlávia része lett. 1938-ban bevezették az utcai világítást. Még ez évben áttörték a Vrgoraci mezőről a tengerpartra vezető út alagútját. Röviddel e Független Horvát Állam megalakulása után 1941. április 17-én olasz csapatok vonultak be Vrgoracra. Vrgorac volt az első dalmáciai város, melyet elfoglaltak a partizánok 1942. június 15-én. Miután 33 helybelit kivégeztek, visszavonultak a Biokovo-hegységbe. Az olasz csapatok védelmét élvező csetnikek még ez évben a község több településén gyújtottak fel házakat és végeztek ki embereket, főleg nőket, gyermekeket és öregeket. Olaszország kapitulációja után 1943-ban német csapatok szállták meg a várost. 1944. október 24-én a németek kivonultak a településről és két nappal később Vrgorac felszabadult. A település a háború után a szocialista Jugoszláviához került. 1958-ban bekapcsolták az országos elektromos hálózatba. 1991 óta a független Horvátországhoz tartozik. 1997-ben városi rangot kapott. 2011-ben 2039 lakosa volt.

## Lakosság
| Lakosság változása | Lakosság változása | Lakosság változása | Lakosság változása | Lakosság változása | Lakosság változása | Lakosság változása | Lakosság változása | Lakosság változása | Lakosság változása | Lakosság változása | Lakosság változása | Lakosság változása | Lakosság változása | Lakosság változása | Lakosság változása |
| ------------------ | ------------------ | ------------------ | ------------------ | ------------------ | ------------------ | ------------------ | ------------------ | ------------------ | ------------------ | ------------------ | ------------------ | ------------------ | ------------------ | ------------------ | ------------------ |
| 1857               | 1869               | 1880               | 1890               | 1900               | 1910               | 1921               | 1931               | 1948               | 1953               | 1961               | 1971               | 1981               | 1991               | 2001               | 2011               |
| 656                | 1.184              | 754                | 886                | 1.035              | 1.188              | 1.454              | 1.172              | 987                | 1.031              | 1.057              | 1.167              | 1.350              | 1.697              | 2.188              | 2.039              |

## Nevezetességei
- Az Angyali Üdvözlet tiszteletére szentelt római katolikus plébániatemploma[4] 1913 és 1921 között épült Ćiro Iveković tervei szerint. A helyén török dzsámiból átalakított templom állt, melyet az építés előtt bontottak le. Mellette minaret is volt, ezt még 1861-ben bontották le. A templom szép, háromhajós, neoromán stílusú épület. Harangtornyát 1962-ben építették. A főoltár a spliti Ante Frank munkája. A szentségtartó felett a „Vrgoraci boldogasszony” kegyképe látható, melyet 1931-ben aranykoronával koronáztak meg. A templomnak még két oltára van Jézus szíve és Szent Katalin tiszteletére szentelve. A templomban két sír is található. Az egyik Rade Mije Miletić vrgoraci szerdár és nemzeti hős sírja, míg a másik Ivan Rožić atyáé, aki a török uralom idején halt vértanúhalált. Maradványaikat 1960-ban hozták át a templomba.
- A temetőben álló Szent Antal kápolna a 18. században épült.
- A kotezi településen található Szent Antal kápolna a legrégibb a plébánia területén. Már a török uralom idején is állt.
- A žbarei kápolnát 1926-ban építették Ivan Rožić atya ferences vértanú sírja fölé. Az atyát 1575-ben mostari kádi ítélete alapján végezték ki a törökök Vrgoracban. Sírja csakhamar zarándokhely lett. A kápolna homlokzat feletti harangtornyát három harang számára építették. Az Ivan atya mártíromságát ábrázoló képet R. Vučemilović festette 1928-ban. Az atya földi maradványait 1960-ban a plébániatemplomba vitték át.
- Vrgorac várát[5] már 950 körül említi Bíborbanszületett Konstantin bizánci császár. Nagyobb arányú kiépítése valószínűleg a 14. században történt, a Radivojević családhoz fűződik. A vár a város feletti meredek sziklán áll. Három fő része a négyszögletes torony, a központi térség a lakóépületekkel és a védőfalak a katonák szálláshelyeivel. A vár elsősorban a középkorban játszott jelentős szerepet a török terjeszkedés útjába eső fekvése miatt.
- A város védőtornyai közül néhány két- és háromemeletes volt. Védelmi szerepe volt az Avala toronynak, mely a vár bejárati kapuját védte. A Cukarinovića vagy Fratarska kula,[6] a Pakerova kula, mely egy idősotthonnal épült egybe. A legnagyobb a torony a háromemeletes Kapetanova kula vagy Torre detta del principe, melynek a neve is gyakran változott, ma Tinova kulának nevezik, a Dizdarevićeva vagy Kapetanovića kula, a Franića kula. Ezután következik az Elezova vagy Muminova kula[7] és a Martinčeva kula. A tornyok a török uralom idején a 16. és 17. században török építészeti stílusban épültek és a velenceiek elleni védelmet szolgálták. Ezek az épületek, melyeknek a védelmi mellett lakó funkcióik is voltak a korabeli földesurak, bégek, velencei tisztségviselők, szerdárok és kapitányok lakóhelyéül szolgáltak.[8] Számos titkot és legendát őriznek. Az egyikben, a Kapetanova kulában született és élt a neves horvát költő Augustin Tin Ujević, akit 20. századi horvát költészet egyik legjelentősebb képviselőjének tartanak. Cukarinovića vagy más néven Fratarska kulában rendezték be a plébánia szakrális és más tárgyakból és dokumentumokból álló gyűjteményét.
- A Bunina-mező északi szélén, a Kotez lábánál, az Opletje nevű helyen egy középkori temető található sírkövekkel. A helyszínt 2008-ban fedezték fel az autópálya építése során végzett megelőző feltárások keretében. A sírok két csoportban vannak elrendezve egymástól körülbelül 20 méterre. Összesen mintegy húsz síremléket (kettő közülük díszített) és nagyszámú síremlék töredéket találtak.[9]
- A vrgoraci városi parkot a 19. század végén zárt parkként kezdték el építeni a város polgári elitje számára és csak 1960-ban nyitottak meg a nyilvánosság előtt. Számos ösvény, sétaút és lépcső váltja egymást, amelyek a terepalakzatokat figyelembe véve a kősziklák között futnak, így kisebb mezőket szigeteket alkotnak. Növényzetét tekintve a park tipikus szubmediterrán. A sok éves veszélyeztetettség, elhanyagolás ellenére máig megőrizte külső és belső megjelenését.[10]
- Vrgorac kertvárosi része a mai város nyugati végén, a déli lejtőkön, a középkori vártól és a plébániatemplomtól délre található. Szétszórt jellegű településrész, amely több falucskából és több toronyszerű házból (Raos-tornya),[11] valamint egy szecessziós villából (Villa Auckland) áll. A fennmaradt épületek nagy része a 17. század végétől a 20. század elejéig épült. Építészetében keveredik a török, a bosnyák és a tengerparti építési stílus. A közterületeket keskeny, meredek utcák vagy ösvények jelentik, durván megmunkált kővel kirakva vagy burkolat nélkül.[12]
- A Bunina-mező keleti részein, Radošić alatt, a velenceiek 1698-ban felfedeztek egy kátrány nevű bitumenes anyagot, és elkezdték kibányászni. A bányászat három körzetben zajlott: Paulinában, Marijaban és Aleksandriában. 1961-ig a bányászatot a föld alatt végezték, aknák és/vagy árkok és folyosók kombinációjával. A bánya járatai többnyire 50 m mélységben húzódnak, de néhány helyen a 75 m-80 m-es mélységig is elértek. A legmélyebb függőleges akna a Paulina kerületben található. A bányát 1986-ban bezárták, miután a szakértők becslése szerint teljesen kimerült. A Paklina-bánya Dalmáciában az egyik legkorábban kiaknázott bitumenlelőhely, és egyben a vinišćei mellett a leghosszabb aktív bánya volt.[13]
- Tin Ujević szülőháza, más néven Kula Dizdarevića vagy Kula Kapetanovića egy háromemeletes, négyzet alaprajzú, szabálytalan kőtömbökből épült toronyépítmény. A török kor azon kevés fennmaradt tornyának egyike, amely a többihez hasonlóan körülvette Vrgoracot, egyúttal lakó- és erődépületként szolgált. Története a 17. századra nyúlik vissza. A torony jó állapotban van. A 19. század második felében változtatásokat hajtottak végre a torony belsejében.[14]
- Vrgorac előtt, a város felé vezető úttól délre található kis méretű Szent András-templom egyhajós, téglalap alaprajzú épület, négyzet alakú apszissal. A nyugati homlokzaton a bejárati ajtót egyszerű sima kőkeret szegélyezi. Az ajtó felett a templom tengelyében négyszögletes kőlap található hatszögletű rozettával. Az oromzaton található, az egyszerű, alapozás nélküli harangdúc. A templom oldalfalai sorba rakott faragott kövekből épültek. Teteje nyeregtető. A templom a 17. és 18. században épített a makarska-parti szakrális építmények közé tartozik.[15]

## Gazdaság
A helyi gazdaság alapja hagyományosan a mezőgazdaság (szőlő, eper és más gyümölcsök) és az állattenyésztés (főként a sertés). Az ipari ágazatok közül a húsipar, a bőripar és a kristályüveg gyártás a legjelentősebbek. A Makarska - Vrgorac - Orah főút a tengermelléket köti össze a szomszédos hercegovinai területekkel.

## Kultúra
- A II. világháború előtt Vrgoracon két kultúrház is működött. Az egyikben a „Napredak" egyesület működött 1933-ban megalapítva a tamburazenekart, a másikban pedig a “Sokol” egyesület, mely 1937-ben megalakította a város fúvószenekarát.
- 1991 óta rendezik meg hagyományosan június 30-án nyíló és július 5-én Augustin Tin Ujević születése évfordulóján záródó „S Tinom u Vrgorcu" nevű kulturális és irodalmi seregszemlét.
- A Tinova kulában a költő szülőházában adja át a Horvát Írószövetség 1993 óta a „Tin Ujević"-díjakat a legsikeresebb verseskötetek szerzőinek. A toronyban irodalmi kiállítás tekinthető meg a díjazottak és a résztvevők alkotásaiból. A torony galériájában a berlini Windspiel Theater¬ támogatásával hazai és külföldi művészek alkotásaiból rendeznek kiállítást.

## Oktatás
A város első alapiskoláját a vrgoraci népiskolát 1835-ben alapították. Az oktatás kezdetben magánházakban folyt. Az első iskolaépületet a Musanić család építette. Az épület első részén a család élt az emeleten pedig az iskola működött, ahol a fiúk és a lányok még külön tanultak. Egyik tanítója Augustin Tin Ujević édesapja Ivan Ujević volt. A városi iskolát 1927-ben alapították, mely 1945-ben alsó reálgimnázium, majd hét, illetve nyolcosztályos, végül 1963-ban alapiskola lett. A város középiskolája 1963-ban indult Tin Ujević Gimnázium néven. 1972-ben nevét Tin Ujević Középiskolai Központra változtatták, majd 1994-ben Tin Ujević Középiskola lett, melynek keretében gimnázium, gazdasági és ipari iskola működik.

## Galéria
- Az Angyali Üdvözlet plébániatemplom
- Vrgorac várának romjai
- Tinova kula
- A Tin Ujević utca
- Látkép a Biokovo-hegységgel